# Història de Texas

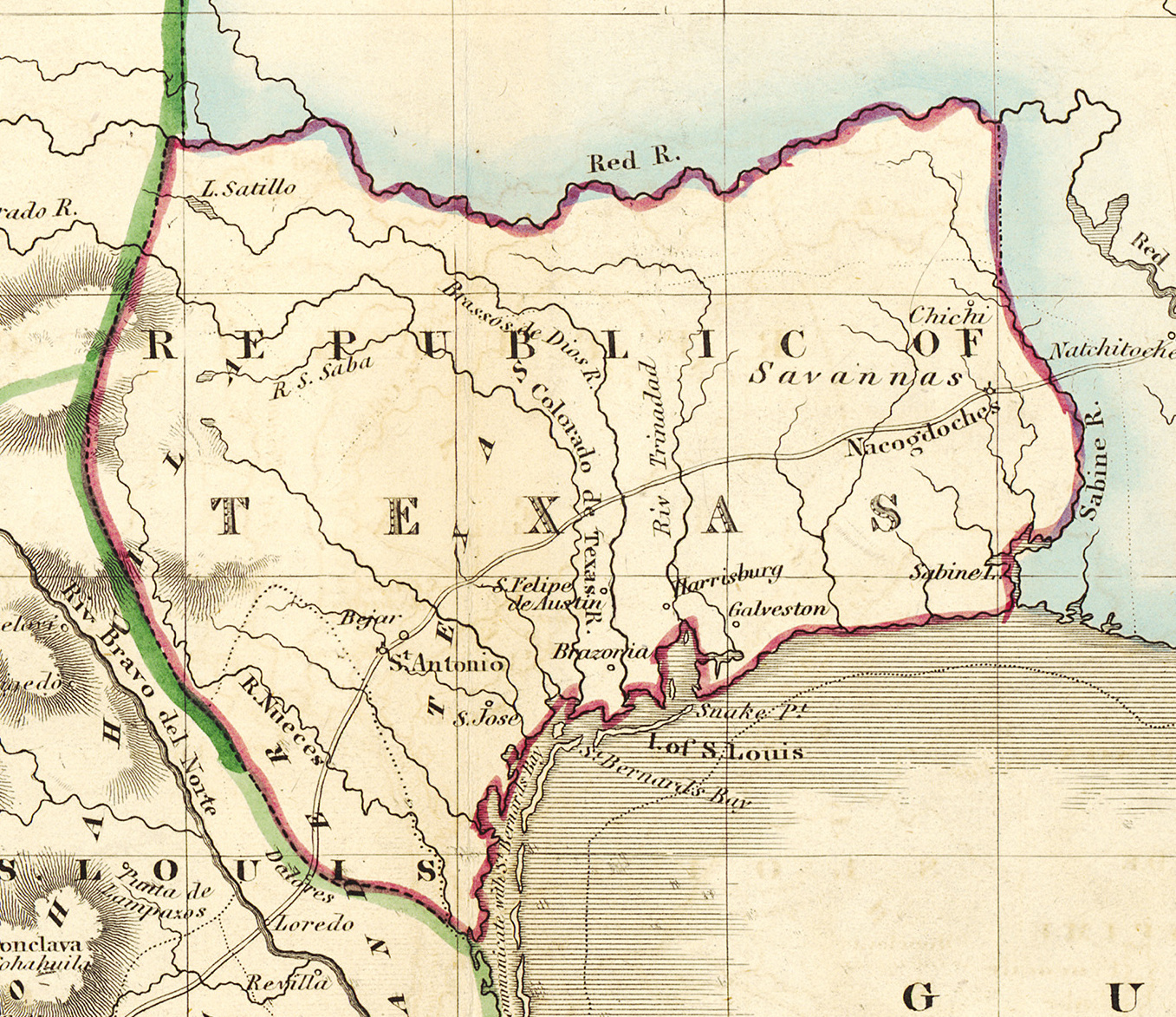
Mapa del Texas, 1836

El territori de l'actual estat de Texas fou poblat per tribus índies que parlaven llengües caddo (caddos, eyeish i wichita) al nord, molt influïts culturalment pels mexicans, pels comanxes (a l'est), de parla utoasteca i culturalment semblants a les tribus de les planures; i al sud els tonkawa, atakapa, chitimacha, natchez i tunica, culturalment similar als asteques. I a la zona fronterera amb Mèxic, els apatxe Lipan i mescalero, pobles depredadors.
El primer europeu a arribar al territori fou l'espanyol Alonso Álvarez de Pineda el 1519, qui explorà la zona costanera. El 1528 Álvaro Núñez Cabeza de Vaca i els supervivents de l'expedició de Pánfilo de Narváez convisqueren amb els indis de la regió. Els espanyols, que havien conquerit l'Imperi Asteca, enviaren més expedicions a la zona per tal d'incorporar-la al seu imperi: Vázquez de Coronado el 1541, Espejo el 1583, Castaño de Sosa el 1590, Oñate el 1601 i Hernando Martín i Diego del Castillo el 1650. La Nueva Filipinas (Nova Filipines) era una de les divisions administratives del virregnat de la Nova Espanya que es correspon a l'actual estatunidenc de Texas.
Malgrat això, la zona no va estar plenament dominada fins a la fundació de la primera ciutat important, El Paso, el 1682. A més, els francesos enviaren l'expedició de René Robert Cavelier de La Salle el 1685, fundant Fort Saint Louis. Com a resposta, el 1690 els espanyols fundaren la missió de San Francisco de los Tejas, vora el riu Nueces, i establiren un governador per al territori.

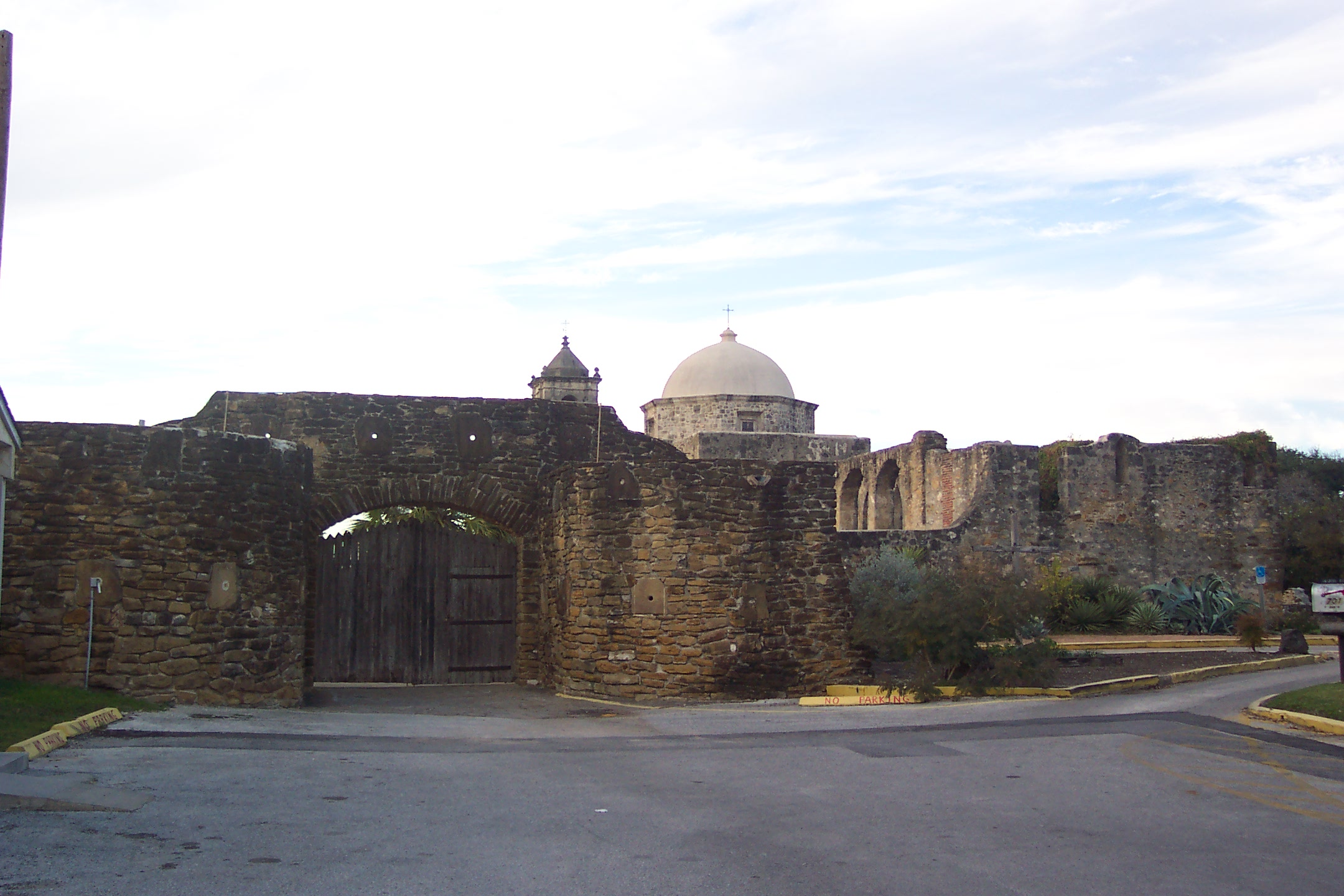
Missió San José, a San Antonio, Texas

Tot i així, el 1721 només hi havia com a establiments importants sis missions i dues fortificacions, inclosa la de San Antonio, fundada el 1718. Però quan la Compra de Louisiana el 1806, alguns nord-americans començaren a establir-se a Texas. Els límits amb els EUA quedaren establits als marges del riu Sabine.
El 1821 Mèxic es va independitzar d'Espanya, i Texas en formaria part. El 1822 Moses Austin i el seu fill Stephen Fuller Austin i unes 300 famílies ianquis s'establiren a Texas en uns 200.000 acres comprats als mexicans als marges del Colorado i Brazos. El 1835 ja hi havia 20.000 anglosaxons a Texas, dels quals 8.000 eren del grup d'Austin, que es dedicaven al conreu de cotó i a la cria d'ovelles i vaques, raó per la qual hi porten esclaus negres. Un grup d'ells, encapçalats per Samuel Houston, Stephen Austin, William Barrett Travis i James Bowie van iniciar la Revolució texana i proclamaren la independència de la República de Texas en oposició al dictador mexicà Antonio López de Santa Anna, qui havia pres mesures econòmiques restrictives contra els conreadors de cotó. David G. Burnett serà el president interí i Sam Houston el cap militar.

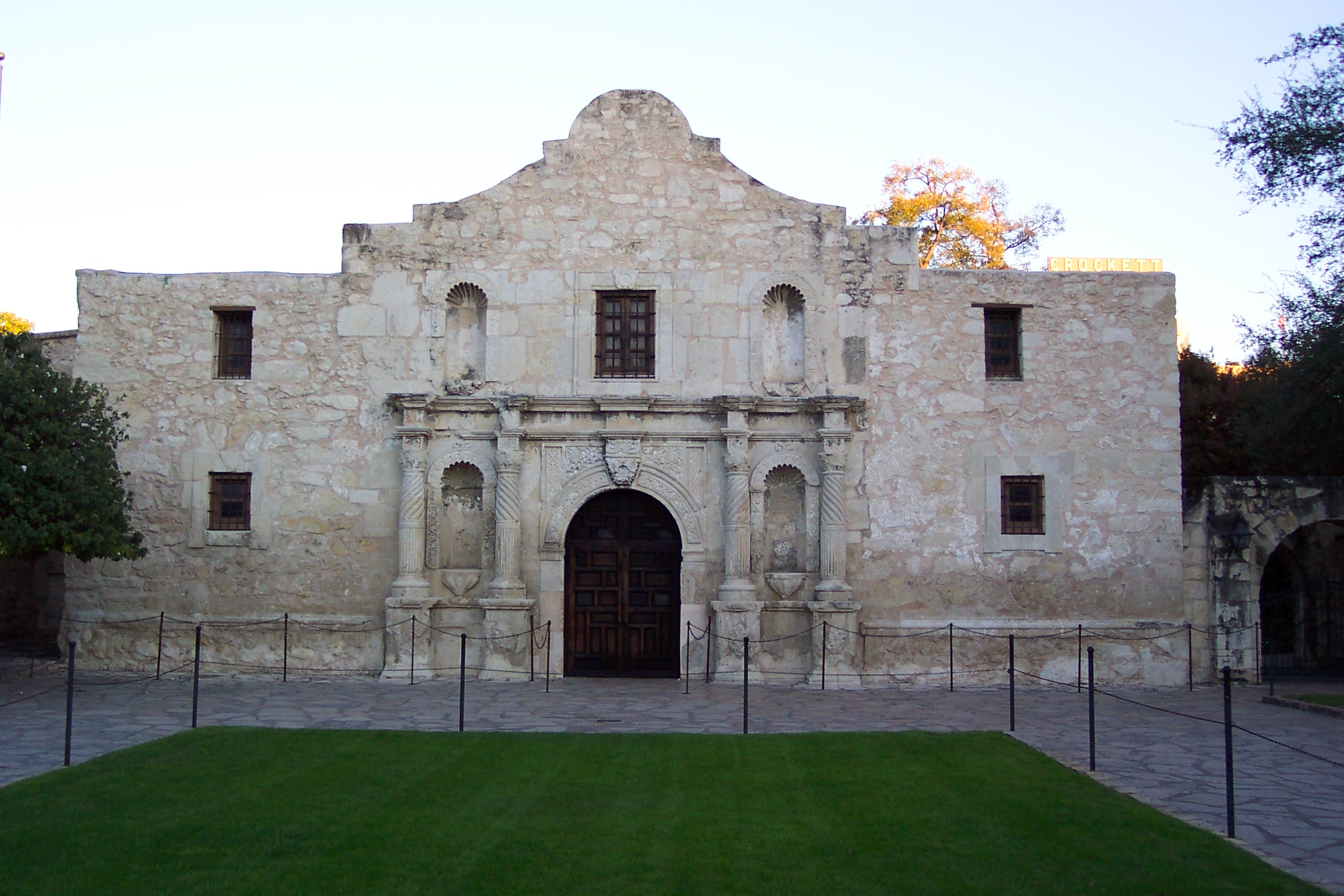
Missió de San Antonio, o El Álamo

El 23 de febrer del 1836 un 183 texans d'origen estatunidenc es van tancar a l'antiga missió d'El Alamo (San Antonio), dirigits per William Travis, David Crockett i James Bowie. Foren massacrats per les tropes mexicanes el 3 de març en la batalla d'El Álamo. Nogensmenys, Sam Houston va aconseguir reforços i va massacrar les tropes mexicanes als marges del riu San Jacinto el 21 d'abril del 1836, tot capturant el general Antonio López de Santa Anna.
Sam Houston serà el primer president de la República de Texas del 1836 al 1840, i establiren la capital a la ciutat de Houston. El 1838 el va substituir com a president Mirabeau B. Lamar fins al 1841, quan va tornar Sam Houston com a president. La vida financera de la república fou crítica i patí nombrosos atacs mexicans i dels indis. El 1845 es va incorporar a la Unió dels EUA.
L'annexió de Texas i la disputa de l'àrea entre els rius Grande i Nueces provocà una guerra amb els mexicans. Les tropes de Winfield Scott i Zachary Taylor envaïren Mèxic, i Scott capturà Ciutat de Mèxic el 14 de setembre del 1847. Pel Tractat de Guadalupe-Hidalgo, signat el 2 de febrer del 1848, Mèxic renuncià a Texas i també cedí els actuals estats de Nou Mèxic, Utah, Nevada, Arizona, Califòrnia, i oest de Colorado.
Texas es va unir als Estats Confederats d'Amèrica el 28 de gener del 1861. Uns 50.000 texans van lluitar en la Guerra civil americana, que va arruïnar el país. El Governador Sam Houston s'oposà fermament a la secessió, i es va negar a jurar-ne lleialtat, raó per la qual fou destituït. Durant la guerra s'hagueren de defensar dels atacs dels indis i dels mexicans, i d'algunes canoneres de la Unió. Les tropes federals es van fer fortes a la costa fins a l'última batalla de palmito Hill, el 12 de maig del 1865.
Cap al 1870 Texas fou readmesa a la Unió, i el 1873 es va inaugurar el ferrocarril Missouri-Kansa-Texas. Durant les tres últimes dècades del segle xix es va desenvolupar econòmicament i social. El 1875 els comanxes foren obligats a establir-se a una reserva a Oklahoma. Onades d'immigrants s'establiren a les ciutats, s'obriren granges a les àrees centrals i la ramaderia industrial ocupà les planures. S'incrementà el ferrocarril i els vaixells.
Des del 1901 a Spindletop (Beaumont) es van obrir els primers camps de petroli i es formaren grans companyies, de manera que vers el 1931 esdevé el major productor de petroli de la Unió. Va patir de valent la Gran Depressió i durant la Segona Guerra Mundial uns 750.000 texans hi lluitaren com a soldats. En la Primera Guerra Mundial 209.203 texans en van enllistar com a soldats.
El 1950 fou abolida la segregació racial a les escoles, i el 1963 hi fou assassinat el president John F. Kennedy (a Dallas). John B. Connally, que aleshores era governador de Texas i que acompanyava Kennedy en el mateix cotxe, fou ferit greument, però sobrevisqué i continuà exercint com a governador fins al 1969. El 1976 es va restaurar la pena de mort, de manera que entre el 1976 i el 1997 es van executar 116 condemnats. Cada any hi ha 2.100 assassinats i 135.000 delictes violents. El 1993 les tropes federals assaltaren un ranxo a Waco on els seguidors de David Koresh, cap de la secta dels davidians, s'havien atrinxerat, provocant 80 morts.
A finals dels vuitanta es va establir a les muntanyes Davis Richard Mac Laren, procedent de Missouri. Organitza el moviment Republic of Texas Movement (RTM), amb una pàgina web i que reclama als EUA 93.000 milions de dòlars al govern federal com a reparació de guerra, i afirma que quan Texas sigui independent vendran el capitoli a l'Uruguai.
El 1995 el RTM es converteix en milícies i demanà la dimissió del governador George W. Bush i el tancament de les oficines federals. El gener del 1996 dirigents del RTM proclamen la independència a les escales del congrés. L'escalada augmentà el 28 d'abril del 1997, quan Richard Mac Laren des de Fort Davis segrestà dos civils i ferí un agent de policia, en protesta per la detenció de Bob Scheidt, cap de seguretat del RTM. L'endemà foren setjats pel FBI. Els ostatges foren alliberats, però hi ha una dotzena de tancats i la policia deté set homes armats que anaven a reforçar-los. El 30 d'abril arribaren a un acord per alliberar Scheidt a canvi d'exposar davant un jutge federal llurs tesis independentistes. Però el 3 de maig Richard Mac Laren, Evelyn Mac Laren i tres més foren detinguts. Richard Keeyes aconsegueix escapar i Mike Matson fou mort per la policia.